# Xu Tingting
Dans ce nom chinois, le nom de famille, Xu, précède le nom personnel.
Pour les articles homonymes, voir XU.
Xu Tingting (en chinois : 郭婷婷), née le 11 janvier 1990, est une joueuse de parabadminton chinoise concourant en WH2 pour les athlètes en fauteuil roulant ayant pas ou peu de problèmes au niveau du tronc.

## Carrière
Elle remporte la médaille d'argent en individuel WH2, perdant en finale face à sa compatriote Liu Yutong deux sets à zéro lors des Jeux paralympiques d'été de 2020.

## Résultats individuels

### Jeux paralympiques

#### En individuel
| Année | Lieu                               | Compétiteur | Score        | Résultat |
| ----- | ---------------------------------- | ----------- | ------------ | -------- |
| 2021  | Gymnase olympique de Yoyogi, Tokyo | Liu Yutong  | 21-15, 21-15 | Argent   |

### Championnats du monde

#### En individuel
| Année | Lieu                      | Compétiteur | Score       | Résultat |
| ----- | ------------------------- | ----------- | ----------- | -------- |
| 2017  | Dongchun Gymnasium, Ulsan | Liu Yutong  | 21-8, 21-11 | Argent   |